# صالح أحمد
صالح أحمد (21 يوليو 1997 - ) (بالبنغالية: সালেহ আহমেদ)‏ هو لاعب كريكت بنغلاديشي. شارك مع منتخب بنغلادش الوطني للكريكت.

## وصلات خارجية
- صالح أحمد على موقع إي آس بي آن كريك إنفو (الإنجليزية)